# Ahirs
Ahirs són un grup ètnic indi, alguns dels membres del qual s'identifiquen com formant part de la comunitat Yadav, ja que consideren que tots dos termes són sinònims. Els ahirs es descriuen a si mateixos com una casta, clan, comunitat, raça i tribu. Els principals grups en l'estructura social ahir són els Yaduvanshi, Nandvanshi, i Gwalvanshi. Aquestes variades divisions representen diferents mites sobre el seu origen.
L'ocupació principal i tradicional dels ahirs és la ramaderia. Habiten per tota l'Índia encara que existeixen concentracions més elevades a les àrees del nord. Se'ls coneix per diversos noms, inclosos Gavli (en el Deccan) i Ghosi o Gaddi (si s'han convertit a l'Islam).